# Malaltia transmesa per paparres
Les malalties transmeses per paparres, que afecten els humans i altres animals, són causades per agents infecciosos transmesos per picades de paparres. Són causades per la infecció amb una varietat de patògens, incloent-hi les rickèttsies i altres tipus de bacteris, virus i protozous.
Es considera que l'impacte econòmic de les malalties transmeses per paparres és substancial en els humans, i s'estima que les malalties transmeses per paparres afecten ~80 % del bestiar boví a tot el món. La majoria d'aquests patògens requereixen el pas a través d'hostes vertebrats com a part del seu cicle de vida. Les infeccions transmeses per paparres en humans, animals de granja i animals de companyia s'associen principalment amb reservoris d'animals salvatges. Moltes infeccions transmeses per paparres en humans impliquen un cicle complex entre els reservoris d'animals salvatges i els vectors de paparres. La supervivència i la transmissió d'aquests virus transmesos per paparres estan estretament relacionades amb les seves interaccions amb els vectors de paparres i les cèl·lules hostes. Aquests virus es classifiquen en diferents famílies, com ara Asfarviridae, Reoviridae, Rhabdoviridae, Orthomyxoviridae, Bunyaviridae i Flaviviridae.
La presència de paparres i malalties transmeses per paparres en humans està augmentant. Les poblacions de paparres s'estan estenent a noves zones, en part a causa del canvi climàtic. Les poblacions de paparres també es veuen afectades pels canvis en les poblacions dels seus hostes (per exemple, cérvols, bestiar, ratolins, sargantanes) i els depredadors d'aquests hostes (per exemple, guineus). La diversitat i la disponibilitat d'hostes i depredadors poden veure's afectades per la desforestació i la fragmentació de l'hàbitat.
Com que les paparres individuals poden albergar més d'un agent causant de malalties, els pacients poden infectar-se amb més d'un patogen alhora, cosa que augmenta la dificultat del diagnòstic i el tractament. A mesura que augmenta la incidència de malalties transmeses per paparres i s'expandeixen les zones geogràfiques on es troben, els treballadors sanitaris han de ser capaços de distingir les presentacions clíniques cada cop més diverses i sovint superposades d'aquestes malalties.
A 2020 S'han identificat 18 patògens transmesos per paparres als Estats Units segons els Centres per al Control i la Prevenció de Malalties i almenys 27 són coneguts a nivell mundial. Al segle XXI s'han descobert noves malalties transmeses per paparres, en part a causa de l'ús dels assajos moleculars i la seqüenciació de nova generació.